# Turmhügel Zultenberg
Der Turmhügel Zultenberg ist eine abgegangene mittelalterliche Turmhügelburg (Motte) in Richtung Görauer Anger westlich von Zultenberg, einem Gemeindeteil des Marktes Kasendorf im Landkreis Kulmbach in Bayern.

## Geschichte
Vermutlich war der Turmhügel die Keimzelle des Ortes. 1371 wurde ein befestigter Hof oder Burgstall „zu dem Zultenberg“ erwähnt.
Ein Heinrich Rauschner erhielt 1371 von Bischof Ludwig von Bamberg die Erlaubnis, auf einer Wiese in „Lyntenberg“ ein Haus aus Holz (Burg Lindenberg) zu erbauen. Danach nannten sie sich Rauschner von Lindenberg. Die Rauschner waren Ministeriale der Andechs-Meranier.
Von der ehemaligen Mottenanlage unmittelbar am Steilabfall des Görauer Angers, umgeben von einem hufeisenförmigen Innengraben mit Außenwall, ist noch ein kurzes Wallgrabenstück sichtbar.